# ファミリー・フュード
「ファミリー・フュード」（Family Feud）は、アメリカの視聴者参加クイズ番組。1976年に開始し、2024年現在も放送中である。

## 概要
「ジェパディ!」「ホイール・オブ・フォーチュン」「ザ・プライス・イズ・ライト」と並び、アメリカを代表する「Game Show（クイズ・ゲーム番組）」である。
主にゴールデンタイムの帯番組（30分間）として、シンジケーション（米国特有の番組流通網）を経由し、米国各地で放送されている。また番組を抜粋した動画がYouTubeで毎日公開されている。
メディア企業・フリーマントルが著作権を持っており、日本のテレビ番組「クイズ100人に聞きました」（TBSテレビ）の元になっている（日本版にはフリーマントル社のクレジットはない）。
有名人が出演するバージョン「Celebrity Family Feud」も独立した番組として制作されており（収録場所も異なる）、現在はABCが放映権を持っている。米国のクイズ番組では一般的に有名人バージョンは個別の番組として成立しているが、本項目では両者を一緒に扱う。
現在はロサンゼルスでの公開収録が行われている。
「Family Feud」は「家族間の骨肉の争い」と言った意味である。

## 特徴
番組の性格上、富裕層は対象でなく一般庶民が出場し、また視聴する番組である。下ネタや尾籠な言葉も多く発せられる。
「Name something ...（～は何でしょう?）」「Survey said ...（答えたのは何人?）」「Good Answer!（いい答えだ!）」など、「お約束」となっているフレーズがいくつかある。

## 構成
1976年の放送開始以来、細かな部分を除くと大きくは変えられていない。家族（親戚を含んでよい）5人を1チーム（ファミリー）とし、2チーム同士で対戦する。
なおセレブリティ版では賞金はすべて寄付（チャリティー）される。
レギュラー問題
100人にアンケートを取り、2人以上の回答があった答え（最大8つ）が「ボード」と呼ばれるディスプレイ上に表示される。
1ゲームのはじめは早押しクイズとなっており、チームのうち1人ずつが早押しの解答者として、早押しボタンのあるスタジオセット中央に移動。先にボタンを押した解答者が先に解答権を得る（誤答（解答が答えの中にない）、もしくは答えられない 場合は、対戦相手の解答者が答えることができる）。ボタンを押せなかった解答者も解答し、より回答者数の多い（「Popular」）答えを当てたチームが先攻・後攻を選べる（強制的に先攻となった時期もある）。早押し解答者が両者とも解答できなかった場合は、チーム席に残ったメンバーが交互に解答する。
先攻となったチームメンバーはチーム席に戻り、後はボードの答えを予想して1人ずつ回答していく。答えが合っていれば順位は問わない。メンバー同士の相談は不可。逆に「後攻」となったチームはこの間、5人で相談をしていてよい。
答えがすべて開かれるまで答え続けることができ、答えの回答者数が「仮のポイント」となって蓄積されていく。誤答、もしくは言いよどんだ場合、ブザーが鳴り、画面上に「×」（「Strike」）が表示される。「×」が2つ以内の状態で答えをすべて解答し終えた場合、「仮のポイント」はすべて先攻チームのものとなって1ゲームが終了する（なお、1人しかない少数解答はボードに載らないため、ポイントは100に満たないことが多い）。
答えをすべて解答できずに「×」が3つになると後攻に解答権が移る。後攻が解答できるチャンスは1回しかないが、ここで正解すれば、先攻が答えた分を含め、仮のポイントを総取り（「Steal」）することができる。逆に後攻が解答に失敗した場合はブザーが鳴り「×」が表示され、仮のポイントは先攻が獲得する。
ゲームを繰り返し、ポイントを先に300点（時期により変動あり）獲得したチームが勝利となるが、スピードアップのために途中でポイントが2倍、さらに3倍となる。それでも時間がなくなった場合、1位だけを当てさせる「サドンデス」で決着をつける。
ファストマネー（Fast Money）
レギュラー問題で勝利したチームが挑戦するラストゲームである。「100人に聞きました」の「トラベルチャンス」に相当する。
勝利チームの中から代表者2人が登場し、短い制限時間中に司会者から出される5つのアンケート問題に1人ずつ解答する。レギュラー問題同様に回答者数＝ポイントとなる。2人で累計200ポイントを獲得すればクリア。現在は20000ドルを獲得できる（「ブルズアイゲーム」があった時期は最大30000ドル）。2人で解答して200ポイントに満たなかった場合は、ポイント×5ドルを獲得。
2人目の解答者はスタジオの裏でヘッドフォンと目隠しをされ、1人目の解答が終わった後に登場する。2人目は解答時間が5秒プラスされ、1人目と解答が重複した場合はブザーが鳴り答え直しが可能。
ファストマネーの結果を問わず、勝者チームは賞金を繰り越して次の回にも出演し、5回勝ち抜けするとボーナス（自動車、2024年からは30000ドル）も獲得できる。
セレブリティ版の場合はクリアすれば25000ドルを獲得、ただし全額寄付される。勝ち抜き制はない。
ブルズアイゲーム（Bullseye Game）
放送時間が延長された1992年以降、2010年まで断続的に続けられたゲーム。ドーソン復帰時のみ「バンクロール（Bank Roll）」と改称されている。各チーム1人ずつ早押し問題に挑戦し、1位を解答できたチームは「ファストマネー」の賞金が上乗せされていく（2位以下は誤答扱い）。2010年のリニューアル以降、現在まで行われていない。

## 略史
1976年、ABCで放送が始まる。初代司会はリチャード・ドーソン（俳優）。「ボード」は、レギュラー問題用の回転式パネルと、「ファストマネー」に使う電光掲示板で構成されていた。国民的番組となり、1985年まで放送される。
1988年にレイ・コームス（コメディアン）を起用して復活。CBSに放映権が移る（シンジケーションでも放送）。カントリー・ミュージック調のテーマ曲がアレンジし直される（このときのバージョンは2020年現在も使われている）。放送時間を1時間に延長するなど好評を博す。1994年にリニューアルし、初代のドーソンが司会として呼び戻される が翌年に再度終了。
1999年にシンジケーションで再び復活し、ルイ・アンダーソン（コメディアン）が起用される。テーマ曲やスタジオ意匠、タイトルロゴを一新。これ以降、「ボード」は大型ディスプレイとなっている。
2002年にはリチャード・カーン（俳優）が司会に就任。ハロウィン仮装大会、消防士大会、軍人大会など出場者を限定した回も制作された。2003年にはテーマ曲が1988年のものに戻されたが、短期間で1999年のものに再度変更された。
2006年のリニューアルでは「となりのサインフェルド」に出演していた俳優、ジョン・オハーリーを起用。タイトルロゴが変更され、2008年には、テーマ曲が三たび1988年のものが採用された（以降、現在まで変更されていない）。これと平行し、同2008年にはNBCをキー局として有名人バージョンが独立番組として開始され、お天気キャスターとして人気のあった司会者、アル・ローカーが起用されたが1シーズン（1ヶ月）で放送を終えている。
2010年からは、朝のラジオパーソナリティとして人気のあったコメディアン・司会者、スティーブ・ハービー が司会に起用され、2025年現在も継続中である。
2015年に有名人バージョンが、「元祖」であるABCで復活。シンジケーション同様にハービーが司会を務め、以降1年ごとに新作が作られている。

## 海外版

### イギリス版
イギリスでは「Family Fortunes」のタイトルで1980年～2002年の間、ITVネットワークで断続的に放送された。回転式パネルは用いず、「ミスターバベッジ」と呼ばれる電光掲示板が番組の名物となっていた（80年代には、米国に先駆けLED式巨大ディスプレイを採用したが、1年間で元の電光掲示板に戻している）。
司会はボブ・モンクハウス（司会者）、マックス・バイグレイブス（歌手）が務めた後、レス・デニス（コメディアン）が（最後の1年間を除き）15年間担当、番組の顔となった。
特定の答えの中に賞品が隠されており、それを獲得できるルールがあった。またラストゲーム「Big Money（米国版のFast Money）」では、5つの設問すべてで1位を当てると自動車も獲得できた。
2006年に有名人バージョン「All Star Family Fortunes」として復活、2015年で終了。2020年には一般参加版が18年ぶりに開始された。

### その他
オーストラリア、フランス、インドネシアなど世界各国で放映実績がある。長寿番組ゆえ放映終了した国も少なくないが、2019年には米国版のスタイルをほぼ踏襲したカナダ版 が、CBC（カナダ放送協会）で立ち上げられた。コメディアンのジェリー・ディーが司会を務めている。
2020年には、スティーブ・ハービー自身が番組を売り込んだ南アフリカ共和国およびガーナ共和国で放送が始まり
、米国から出張する形でハービーが司会を務めている。さらにオーストラリアでは大規模森林火災被害者・関係者や、新型コロナウイルス感染症患者・医療関係者を勇気づける企画として、短期シリーズの復活版制作が発表されている。
日本ではTBSテレビが放送。「Family Feud」から遅れること2年後の1978年に「家族対抗クイズ合戦」の題で日曜午後に関東ローカルで開始、1年後にタイトルを「クイズ100人に聞きました」に改め、月曜のゴールデンタイム・全国ネットに移行。1992年までの14年間続いた。司会は俳優の関口宏が務めた。日本国内では2000年12月30日に特別番組として放送された。

## 関連
- 公式サイト（英語）
- Family Feud（英語版）